# Nematopodius piceatus
Nematopodius piceatus là một loài tò vò trong họ Ichneumonidae.